# Municipio de Blue Ridge (Arkansas)
El municipio de Blue Ridge (en inglés: Blue Ridge Township) es un municipio ubicado en el condado de Howard en el estado estadounidense de Arkansas. En el año 2010 tenía una población de 193 habitantes y una densidad poblacional de 2,5 personas por km².

## Geografía
El municipio de Blue Ridge se encuentra ubicado en las coordenadas 34°10′38″N 94°1′57″O / 34.17722, -94.03250. Según la Oficina del Censo de los Estados Unidos, el municipio tiene una superficie total de 77.08 km², de la cual 76,38 km² corresponden a tierra firme y (0,91 %) 0,7 km² es agua.

## Demografía
Según el censo de 2010, había 193 personas residiendo en el municipio de Blue Ridge. La densidad de población era de 2,5 hab./km². De los 193 habitantes, el municipio de Blue Ridge estaba compuesto por el 95,85 % blancos, el 1,04 % eran amerindios y el 3,11 % eran de una mezcla de razas. Del total de la población el 3,11 % eran hispanos o latinos de cualquier raza.